# Złote Góry
Złote Góry (dawniej niem. Goldberge, Goldbergen, także Żółte piaski koło Niborka lub Góry żółte (od piasku)) – słynne z ludowych podań wzgórza niedaleko wsi Muszaki, w powiecie nidzickim (dawniej: niborskim). Według regionalizacji fizycznogeograficznej Polski leżą w południowo-zachodniej części Równiny Mazurskiej. Najwyższy szczyt: Złota Góra (229 m n.p.m.).
Stało się o nich głośno po zakończeniu I wojny światowej: „Drwal Brattka z Jabłonki miał doświadczać we śnie symbolicznych objawień. Anioł ukazywał mu zepsucie i upadek współczesnego świata, potem wprowadzał do wnętrza gór, w których na złotym tronie zasiadał król. Podziemne bogactwa miały wystarczyć na spłatę przez Niemcy reparacji wojennych.” Do objawień miało dochodzić w latach 1920–1921. Ich sława szybko rozeszła się poza okolicę, ściągając rozmodlone pielgrzymki Mazurów oraz mazurskich Niemców. Oczekiwano wyłonienia się spod ziemi złotego miasta.